# 中国驻马尔代夫大使馆
中华人民共和国驻马尔代夫共和国大使馆（英語：Embassy of the People's Republic of China in the Republic of Maldives），简称中国驻马尔代夫大使馆，是中华人民共和国驻马尔代夫共和国的外交代表机构。

## 历史
中华人民共和国与马尔代夫於1972年建交。中华人民共和国起初派遣驻斯里兰卡大使馆兼轄在马尔代夫的相关事务，2011年在马累开设大使馆并派遣常任大使。

## 机构设置
中国驻马尔代夫大使馆设置下列机构：
- 领侨处
- 双边处
- 办公室